# Сарандінакі Віра Миколаївна
Віра Миколаївна Сарандінакі (рос. Вера Николаевна Сарандинаки; 3 липня 1878 — 11 квітня 1963) — дослідниця флори Криму та Приазов'я, педагог, громадська діячка часів Російської імперії та СРСР.

## Життєпис
Належить до зросійщеного грецького дворянського роду Сарандінакі. Донька науковця Миколи Маргаритовича Сарандінакі та Марії Федотівни. Народилася 1878 року в селі Маргаритівка Ростовського повіту Катеринославської губернії. Здобула освіту в Донському Маріїнському інституті шляхетних дівиць у Новочеркаську, який закінчила 1895 року із золотою медаллю. Після смерті батька 1898 року продовжила його роботу на метеорологічній станції у с. Маргаритівка (до 1906 року), за що одержала від Петербурзької академії наук посаду кореспондента Головної фізичної обсерваторії. З 1903 року працювала в Петербурзькому ботанічному саду під керівництвом Бориса Федченка.
У цей час за результатами ботанічних досліджень 1904—1906 років виходить її перша наукова праця «Материалы для флоры окрестностей с. Маргаритовки (Донской области)», надрукована в «Русском Ботаническом журнале» в 1908 році. У ній описано флору південного узбережжя Таганрозької затоки Азовського моря (наведено 331 вид судинних рослин, що представлені на 1250 гербарних аркушах), рослинність плакорних степів і степових схилів, заплави річки Чумбурки та Чумбур-коси. Вперше для південного берега Таганрозької затоки наводяться катран татарський, шафран сітчастий, півонія вузьколиста, купина запашна, які нині не відмічаються на цій території.
У 1909 році закінчила Вищі жіночі природничо-наукові курси в Петербурзі за спеціальністю «Ботаніка», де під час навчання стажувалась у відомого ботаніка Володимира Комарова. Потім з перервами до 1917 року працювала в гербарії Ботанічного саду. В цей час стає членом Російського ботанічного товариства У 1917 році Віра Сарандінакі переїхала до Феодосії, де її брат Михайло працював директором Феодосійської гідрометеорологічної станції. Тут вона досліджує флору східного Криму, збирає наукові колекції для Таврійського університету та музею Таврійського губернського земства.
Впродовж 1920—1923 років викладає ботаніку та завідує ботанічним кабінетом у Феодосійському інституті народної освіти, читає лекції в педагогічному технікумі, Феодосійському народному університеті та на короткотермінових курсах шкільних працівників. З 1923 до 1935 року Сарандінакі працювала на Карадазькій науковобіологічній станції, обіймаючи за різних часів посади асистента, дійсного члена станції, заступника директора з наукової роботи та завідувача станції. Тривалий час опікувалась бібліотекою Терентія Вяземського — засновника станції. Під час роботи у Феодосії та на Карадазькій станції також виконувала низку доручень Географічного та Ботанічного товариств, а також Ботанічного інституту, зокрема вивчала в культурі золотоборідник цикадовий, сою, рицину і бавовник, читала лекції з краєзнавчої тематики тощо.
Під час роботи на Карадазькій станції, окрім науково-дослідницької діяльності, Віра Миколаївна здійснювала значну освітньо-виховну роботу. Керувала виробничою практикою студентів з Москви, Ленінграду, Казані, Іркутська, Києва, Харкова, Сімферополя. Поповнювала експонатами музей біостанції, проводила екскурсії для школярів Феодосії та інших куточків Криму. До неї постійно зверталися по допомогу й консультації науковці, аспіранти, студенти.
У 1935 році вона вийшла на пенсію, але в повоєнні роки починає працювати у Старокримському лісгоспі, оформлює гербарій для лісгоспів Кримського лісового управління, викладає на курсах підвищення кваліфікації працівників лісу при Старокримському лісгоспі, публікується в пресі та виступає на радіо. (Centaurea sarandinakiae N.B. Illar.). Померла Віра Миколаївна Сарандінакі 11 квітня 1963 р., похована у м. Старий Крим.

## Дослідження
Авторка понад десяти наукових праць. Спочатку займалася дослідженнями рослин у родинному селі Маргаритівка. Вона вперше розпочала детальне вивчення, а надалі узагальнила дані щодо особливості структури та різноманіття флори Східного Криму на території Феодосійського, Старокримського та Судацького районів, включаючи перший детальний опис флори Карадагу. В опублікованому списку флори Східного Криму навела 979 видів судинних рослин. Також склала перший список флори околиць Феодосії з 288 видів судинних рослин з 24 родин. З середини 1930-х років вивчає склад та розподіл лісових порід Старого Криму. Архів листів та рукописів вченої перебуває в Національній бібліотеці України ім. В. І. Вернадського.
Зібрала близько 20 тис. гербарних зразків флори Криму (більшість втрачена), частина з яких зберігається в гербаріях Москви, Санкт-Петербургу, Києва, Сімферополя, Ялти.

## Праці
За результатами досліджень флори Східного Криму опублікувала низку статей, зокрема «Материалы для флоры окрестностей г. Феодосии», «К флоре Восточного Крыма», деякі залишилися рукописами «Очерк растительности Восточной части Горного Крыма», «Деревья и кустарники Карадага», «Ботанические экскурсии по Карадагу», «Экскурсии в окрестностях Феодосии». Праці В. М. Сарандінакі знали та цінили В. Л. Комаров, Л. І. Курсанов, В. І. Липський, К. І. Мейєр, М. О. Троїцький, Б. О. Федченко, про що свідчать їхні листи та відгуки.

## Пам'ять
На честь названо волошку Сарандінакі.